# ドラゴン桜
『ドラゴン桜』（ドラゴンざくら）は、三田紀房による日本の漫画作品。2003年から2007年まで、講談社の漫画雑誌『モーニング』にて連載された。続編である『ドラゴン桜2』は2018年から2021年まで連載された。

## 概要
さまざまな受験テクニックや勉強法が紹介され、和田秀樹の著書『受験は要領』や福井一成の著書『一発逆転㊙︎裏技勉強法』と並び受験業界で話題を呼んだ。一話ごとに、受験に臨む心がけなども紹介されている。
また、子育てに関するエピソードも盛り込まれており、カバーする領域は広い。桜木は物語冒頭において、大勢の生徒たちを前にして「世の中のルールは頭のいいやつに都合のいいように作られており、勉強をしないやつはそれに騙されつづける」と言い放つなど、現実の厳しさも生徒に叩き込んでいく。
「ドラゴン桜」とは、作品の舞台である龍山高校の“龍”と「サクラサク」など“合格”を意味する“桜”から来た造語であり、来年の4月に東大に合格しようという誓いの木（そして桜木にとっては龍山高校の体制への挑戦状と、大物弁護士への一里塚）のようなものである。
2005年にドラマ化された。生徒の数が原作に比べて多い、登場人物の恋愛模様が描かれている、原作の完結に先んじたためオリジナルの結末が用意されているなど原作と作りが大きく違っている。また、里見蘭によりノベライズもされている。2010年1月4日からは、韓国でも本作品を原作としたドラマ『ドラゴン桜（勉強の神）』がKBSで放送され、日本では『ドラゴン桜〈韓国版〉』のタイトルでフジテレビにて放送された。2019年には佐藤友哉の脚本により生徒たちを主軸として朗読劇化された。第29回講談社漫画賞一般部門、平成17年度第9回文化庁メディア芸術祭マンガ部門優秀賞受賞。2021年7月時点で累計発行部数は800万部を記録している。
2007年10月から『モーニング』にて、この作品の続編にあたる『エンゼルバンク-ドラゴン桜外伝-』が連載を開始し、転職をテーマにしている。こちらも『エンゼルバンク〜転職代理人』というタイトルでドラマ化された。長谷川京子が井野真々子役で続投しているものの、『ドラゴン桜』とのつながりは薄くなっている。
『ドラゴン桜2』では三田はネームのみを描き、作画は完全外注を実現している。背景だけでなく、人物もすべて外注するのは漫画界でも初の試みだという。メリットとして、「取材や物語づくりなどの必要な作業に自分の労力を集中させることができる」「作画のためのアシスタントを雇うことで発生する労務管理なども必要がなくなる」などが挙げられている。また、予備校講師の林修が本人役で登場している。
同じく受験・教育をテーマとする『二月の勝者-絶対合格の教室-』（小学館）と対談企画を『中央公論』2020年2月号で行い、それを公式Noteで公開している。この対談の中で『ドラゴン桜2』のテーマは、受験生人口の最大ボリュームは偏差値50から60台であるため、彼ら彼女らに「あなたたちも一年間本気で勉強すれば余裕で東大に行けますよ、諦めないで」と伝えたいと語っている。
2021年に『ドラゴン桜2』を原作とした続編のテレビドラマが製作された。偏差値32で経営破綻寸前の龍海学園を新たな舞台としており、偏差値50の普通の高校生が東大受験するというテーマは変更されている。

## 制作の経緯
『ドラゴン桜』連載経緯は、「モーニング編集の方から連絡が来て、新入社員を連れてきて3人と話をした際に、『高校教師ものをやりませんか？』と言われたのだが、ほかの雑誌からも言われており、そのたびに『絶対やらない』と断っていた」という。
学校教師モノがウケない理由を説明したが、その中で「もし、勉強が苦手な子が1年で東大に合格できる漫画ならウケるかもね？」と返事をした際に、「それは面白い！」と年長の編集者が言ったが、新入社員の担当者は「面白くない」と言ったという。
もともとは「廃校寸前の学校が再生する物語」を描こうと思ってアイデアを進めていた。そのひとつとして、三流校が一流の進学校に変わるストーリーで、進学校になるからには「最高峰である東大を目指す設定」を考えていた。
ところが、作者が「（普通の学生が）東大に入るのは難しいよね」と語ると、担当編集者の佐渡島庸平が「東大など簡単に入れますよ」と答え、佐渡島が灘高等学校→東大卒だったことが『ドラゴン桜』誕生のきっかけとなった。連載中も、担当編集者の受験時代の勉強方法から東大の同級生のつてを頼って勉強方法を聞きだして作品のなかで反映されている。

## あらすじ

### ドラゴン桜
元暴走族の駆け出し弁護士・桜木建二（さくらぎ けんじ）は、経営破綻状態となった落ちこぼれ高校、私立龍山高等学校の運営問題を請け負うこととなった。
始めは清算を計画していた桜木だったが、破綻を回避し経営状態を良くするためには、進学実績を上げるのが手っ取り早いと考え、5年後に東大合格者100人を出す計画を考案する。
かつて受験指導に大きな実績を上げた個性溢れる教師を集めながら、開設した特別進学クラスに人生を諦めかけていた水野直美（みずの なおみ）と矢島勇介（やじま ゆうすけ）を迎え入れた桜木は、彼らに様々な受験テクニックや勉強法を教えていく。受験の結果、水野は東大に合格し進学、矢島は不合格となったが翌年の再挑戦を表明する。

### ドラゴン桜2
桜木が水野と矢島を指導した10年後を舞台としている。
桜木らのノウハウを引き継いだ龍山高校は進学校へと一気に成長した。しかし、教職員らが影で「女帝」と渾名される龍野久美子が理事長代行となってからは、有名私立大学の合格実績がさらに上がる一方で東大合格者は年々減少しついにゼロとなった。これを機に桜木は龍山高校の理事となり、既存の特進クラスとは別に「東大専門コース」略称「東大専科」を設置すると独断で宣言し、自身の弟子にして龍山高校初の東大合格者であり、現在は桜木の下で弁護士を務めている水野にその担当を命じる。なお、矢島も一浪して東大に合格している。
早瀬菜緒（はやせ なお）と天野晃一郎（あまの こういちろう）を迎え入れた東大専門コースは、彼らに様々な受験テクニックや勉強法を教えていく。
東大を受験した早瀬と天野は合格し、また難関校コースの生徒や龍山の卒業生（浪人生）の合格者と併せて13人の合格者を出し、物語は幕を閉じる。

## 登場人物

### 教師
桜木建二（さくらぎ けんじ）
本編の主人公で、元暴走族という異色の肩書を持つ弁護士。元はバスケ推薦で名門高校に行くことを約束されていたが、友人に負わされた借金による父親の保険金自殺によって、将来が狂ってしまい、自暴自棄となり暴走族となった。その後、立ち直って大検を経て独学で弁護士の試験に合格して虎ノ門に弁護士事務所を開設する一里塚として、龍山高校の再建に臨む。なお、この件は本来下記の岡部が担当するはずだったが、桜木が元暴走族だったことを書いた週刊誌の風評被害により仕事がなく、本人曰く「岡部先生に仲介してもらえなかったら来月の家賃も危ないところだった」「（お見合いパーティでの井野真々子との行為は）タダ飯食うのにちょうどよかった」など生活に困憊していたため、岡部が譲るという形で担当となり、本来の内容は学校の民事再生法適用を告げた後、管財人となる弁護士が職務を引き継ぐ予定だった。しかし、それだと「俺の役目が終わるからデカイことをしたい」と、龍山高校を進学校にする構想をその時練り、特別進学クラスを新設。高校の教員が「責任を負いたくない」とのことで責任者となる。センター地歴の世界史を「スクラム勉強法」（自身の習っていない世界史を「3人」で共同して勉強する）という手法で生徒共に学ぶ。リアリズムを徹底した生き方をモットーとしたリアリスト。自分の考えはハッキリと他人に伝え、理屈っぽく明け透けとした性格。
本作品の続編である『エンゼルバンク-ドラゴン桜外伝-』にて、龍山高校再建の成功から自身の経営している弁護士事務所の経営再建も成し遂げており、龍山高校の他にも学校再建を行ったことから「学校再建の救世主」と呼ばれている。さらに、自身の持つテクニックを全面に出した進学塾の経営も始める。
『ドラゴン桜2』では東大合格者が0人になった龍山を立て直すために龍山高校の理事になる。卒業生の矢島からは「とにかく口が上手い。もっともらしいことを吹き込まれ、みんな知らないうちにその気にさせられる。弁護士というより詐欺師だ」と評されている。
井野真々子（いの ままこ）
龍山高校の英語教師。私大の文学部英文学科卒。過去にお見合いパーティーで桜木と出会い「行為」におよんだが、その後連絡がつかなくなったことで桜木を恨んでいる（桜木が携帯電話を料金不払いで止められていたのが理由であり、悪意があったわけではない）。物事に対して逃げの姿勢が多い自己保身者。勉強を生徒に押しつけるのに、自分に面倒なことを押しつけられるのは勘弁という身勝手な理由から、桜木および川口の指導方針に対抗する。西崎を嫌い、栗山を贔屓するなど桜木からは、軽くクズ教師と言われる。
『エンゼルバンク-ドラゴン桜外伝-』では主人公として登場。
柳鉄之介（やなぎ てつのすけ）
特別進学クラス講師として最初にやってきた老人。専科は数学。かつては東大の進学実績で名高かった伝説の私塾「柳塾」の塾長。「高校数学の鬼」と呼ばれ、受験生から恐れられていた。「詰め込みこそ、真の教育である」という柳の考え方は「時代に合わないやり方」と、生徒や保護者たちに拒絶される。以前、阿院と理数専門塾を営んでいたことがある。
『ドラゴン桜2』では第8巻で再登場。スパルタ式授業は相変わらずだが、高齢者にもかかわらずスマートフォンを使いこなした授業を行う姿勢を水野から感心される。
川口洋（かわぐち ひろし）
特別進学クラス講師2番手。専科は英語。「英語は楽しく勉強しよう」がモットーとしているだけあって、独特なユーモアを持っている。ビートルズの曲の歌詞をエアロビしながら復唱させるなど奇抜な授業が多く、井野からは公然と反発されている。
芥山龍三郎（あくたやま りゅうざぶろう）
特別進学クラス講師の3番手。専科は国語。風貌や物腰が緩やかな印象に対して、国語に対する姿勢には凛とした厳しさを秘めている。国語は全教科の試験の点数に影響し、根本をなしているほど肝要であるという考えを持っている。生徒には常に「なぜ?」という疑問を持たせ、設問を作った筆者の意図を読ませる授業などを行う。
阿院修太郎（あいん しゅうたろう）
特別進学クラス講師として最後にやってくる。専科は理科。「〜でヒ」が口癖である。具体的なイメージが持ちにくい高校の理科を自作のテキスト「阿院の物理」などを使って図解などを通してわかりやすく教える。地学も担当する。1、2年生の特進クラスでは実験を取り入れた授業も行っている。
高原浩之（たかはら ひろゆき）
龍山高校の数学教師。早稲田大学教育学部卒。龍山高校の経営状況が明るみに出た際に他校から誘いを受けたが、自身の理念を実現するために留まる。「生徒たちに夢や希望を持たせ、教師はそのサポートをしてあげる」などを教育モットーとして掲げ、度々桜木と衝突する。しかし、生徒が未熟な存在という考えに立って、むしろ生徒の力を伸ばさない偽善的な教育だと桜木に非難される。当初は桜木のやり方に反発していたが、生徒たちの変化を見るにつれ、桜木の考えに段々心を動かされてゆく。
『ドラゴン桜2』では、教頭に昇進している。
宮村沙知子（みやむら さちこ）
龍山高校の国語教師。私立女子大の文学部国文学科卒。教師としての自分に自信を持てないでいたが、学校が変わるきっかけになればと思い桜木の指導方針に賛同する。国語の特別講師である芥山の指導方法に対し時には反発することもあるが、授業を見学してゆくうちに、彼の考え方に少しずつ理解を示すようになる。
『ドラゴン桜2』では、一時的に宮原悦子（みやはら えつこ）と表記されたが、後に元の宮村沙知子に戻る。
基本的に桜木のことを応援しており、アラサーとなった水野の東大受験対策の指導ぶりを見学して、彼女の成長を実感する。

### 生徒
水野直美（みずの なおみ）
龍山高校3年生。特進クラスの生徒。両親は中学2年の時に離婚しており、江古田でスナックを経営する母親と暮らしている。一人っ子のようである。髪を染めていたりルーズソックスを履いたりはしているが生活スタイルは地味なようで、学校内では1人でいることが多い。媚びを売って生活をする母のように落ちぶれたくはない、1人で強く生きていくというのが東大を目指した動機。次第に桜木ら特進クラスの講師陣を強く信頼するようになる。東大理科III類に合格確実といわれる大沢賢治に恋心を持っている様子である。
最終回直前で東京大学理科I類に合格。龍山高校初の東大合格者として卒業する。
『エンゼルバンク-ドラゴン桜外伝-』では就職活動の際に給料の良さを最重要視していたがなかなかうまくいかず、「桜木の言う通りに東大に入ればプラチナチケットのはずではなかったのか」と愚痴っている。桜木からは「人に相談してるから内定が出ない。ロボットにならず自分で考える人間になれ」と激励され、最終的に大手商社の八井物産に就職する。この経歴はなぜか『ドラゴン桜2』で一切触れられていない。
『ドラゴン桜2』では東大卒業後に弁護士となり、桜木を補助している。
龍山高校理事となった桜木の命で「東大専門コース」の担当となり、生徒の早瀬菜緒と天野晃一郎を東大に合格させる使命を帯びる。
なお前作で友達以上恋人未満だった大沢は海外に行ってしまい、矢島とも数年間会っておらずアラサーだが独身のようである。
一時、早瀬と天野が恋人のような関係になるのではないかと心配するが、桜木から「お前は矢島と何もなかっただろ」とつっこまれて狼狽している。
矢島勇介（やじま ゆうすけ）
龍山高校3年生。特進クラスの生徒。父親は大手製薬会社の社長。三兄弟の末っ子であり、幼少のころは両親から高い期待を受けて育ったが、中学受験に失敗したことをきっかけに、優秀な兄2人（長兄は一橋大を経て財務省官僚、次兄は東工大学生）に対する劣等感や両親への反発から勉強をしなくなる。桜木にも反発しており、邪魔をしてやるつもりで特進クラスに加わったが、桜木や特別講師陣たちの指導を受けて次第に勉強に取り組むようになり、元来持っていた高いポテンシャルを発揮し始める。
負けず嫌いで意地を張るところがあり、桜木たちの指示に従わないときもあるが、仲間である水野の不調に気遣うなどの優しさも見られる。また、両親に対しても勉強を通じて心を開くようになる。水野がつき合うようになった秀才の大沢にはコンプレックスを感じ、複雑な様子をみせている。
最終回では合格点に一歩およばず（合格まで15点であった）東大受験に失敗してしまうが、「積み上げてきたことは失敗じゃない」と前向きな気持ちで語り、桜木とドラゴン桜を次の春に見ようと約束しあい、浪人して再び東大を目指す。
本作品の続編である『エンゼルバンク-ドラゴン桜外伝-』にて、浪人を経て東大に合格したことが語られており、卒業後は官僚を目指していると勇介から述べられている。日本を良くしたいという動機であったが、桜木は「矢島の将来など俺は知らん」「お前が官僚になってもこの国は何一つ変わらない。官僚の個々人がいくら優秀でも国は良くならない」という態度で返された。
『ドラゴン桜2』では107限目で再登場（水野の回想シーンを除く）。長髪になり髭を伸ばしていたため、最初は水野から気付かれなかった。東大卒業後に経済産業省官僚となったが、自分には向いておらず辞めてしまい2年ほど世界を放浪したあと、アフリカで難民の救援活動をしていると語る。
栗山祥太（くりやま しょうた）
龍山高校2年特進クラスの優等生。井野によって対特進クラス生徒との英語テスト対決に駆り出される。中堅私大程度なら楽に行けると言われていたほどの学力の持ち主であるが、体が弱いため歩いて登校できる龍山高校を選ぶ。口数が少なく、大人しい性格。特進クラスの課題を悠々とこなし、柳からは次期東大合格者に最も近い生徒として期待されている。
西崎麻美（にしざき あさみ）
龍山高校2年特進クラスの生徒。将来、女優やタレントになるために東大ブランドを利用しようと考えている。井野とは犬猿の仲だが、案外それでバランスをとっているらしい。水野に対抗意識を燃やしている。下の名前は第11巻の名簿で確認可。ぶっきらぼうだが栗山を食事に誘うなど親しげにしている。
早瀬菜緒（はやせ なお）
『ドラゴン桜2』から登場する龍山高校3年東大専門コースの生徒。現代っ子らしくノリが軽く、「努力できない脳」の持ち主。実家は両国で料亭を営んでおり、弟がいる。英語の勉強にTwitterを使って英語でつぶやく方法を指示される。その後、東大に現役合格する。
天野晃一郎（あまの こういちろう）
『ドラゴン桜2』から登場する龍山高校3年東大専門コースの生徒。慎重で「努力できる脳」の持ち主。中学高校と受験に失敗し、裕太という優秀な弟にコンプレックスを抱えている。英語の勉強にYouTuberとなって英語で配信する方法を指示される。その後、東大に現役合格する。
小杉麻里（こすぎ まり）
『ドラゴン桜2』から登場する龍山高校3年難関大コースの生徒。成績は文系クラスでトップ。当初は東大受験は浪人のリスクがあるからと拒絶し、一橋大学か早稲田大学の法学部を志望すると言っていた。しかし難関大コース担任・田村梨江子の説得を受け東大受験を決意する。教科書を読み込むだけで成績が伸びる『ドラゴン桜』での大沢と同じ「宇宙人」タイプである。成績優秀にもかかわらず龍山高校を選んだ理由は家に一番近いから。元より成績優秀だったため、センター試験でも2次試験でも実力を発揮し、無事に東大に現役合格する。細身だがかなりの健啖家であり、特製ビビンバ丼大盛りをすぐに完食する様子を見て早瀬が驚愕している。
藤井遼（ふじい りょう）
『ドラゴン桜2』から登場する龍山高校3年難関大コースの生徒。成績は理系クラスでトップ。東大志望だが自信過剰で、桜木が嫌いだから東大専科には入らないとはっきり言う性格。天野を見下しており、自分は天野と違い受験直前にインフルエンザにかかって仕方なく龍山に入っただけだと思っている。桜木だけでなく難関大コース担任・水口圭輔の指導にも反発するなど、かなりの問題児であったが、センター試験の点数が悪かったことで桜木に説得され、理系を諦めて文転し、水口に頭を下げて指導を請うなど態度を改める。結果、東大文科II類に現役合格する。
性格のモデルはドラゴン桜2編集担当で連載時に現役東大生であった西岡壱誠であると西岡自身が語っている。原作者の三田紀房に「僕（西岡）は性格が悪かったから、東大に2回も落ちました」という話をして作られたキャラクターとのこと。

### その他
岡部（おかべ）
龍山高校の債務処理を桜木に委託したエリート弁護士。
大沢賢治（おおさわ けんじ）
都立日眉山高校3年生（小説版では都立の超進学校）。東大理科III類（小説版では当初はI類）合格確実の成績を誇る秀才。さらに、3年間しっかりハンドボール部の活動も行い、亡くなった母に代わって家事や小学生の弟の世話もこなす。また、顔も性格も良い。水野いわく「宇宙人」。どのような物事にも興味を持ち、深く追求していこうとする性格。その性格は彼が子供のころ『ウルトラマン』をとても好きになり、それを見た母親にウルトラマンの本を1冊、2冊と買ってもらい、何度も読み返したことで培われている。水野と知り合い、交際するようになる。何事も完璧なような性格にも見えるが、センター試験後に数学II・Bの解答用紙に名前を書き忘れたような気がして心配する一面もある。
『ドラゴン桜2』では東大進学後に研究者として外国留学していることが水野の口から語られている。
本田美智子（ほんだ みちこ）
秋から矢島の家庭教師を務める現役の東大経済学部4年生。かつては東北の商業高校を卒業し、卒業後は地元の銀行で働いていたが、入社2年目にしてその銀行が突然倒産する。その経験から無知であることの恐ろしさを悟り、東大に入学して経済を1から勉強することを決意した。桜木が認めるほどの凄腕で、考え方には桜木と共通するところも多い。
松本エリカ（まつもと エリカ）
京都在住の本田のもう1人の教え子。中高一貫校に入れられ学年トップだったこともあるが、高すぎる両親の期待に耐えられず突然高校を退学する。その後、本田の指導で東大受験を目指す。秋の東大模試で上京し、水野や矢島とも友達になる。後の東京大学理科I類合格者。小説版では高原浩之とメル友になっている。
龍野久美子（たつの くみこ）
『ドラゴン桜2』から登場する龍山高校理事長代行。通称「女帝」。学園の全権を握っているため、教師たちから恐れられている。龍山高校の東大合格者がゼロ人になった凋落の元凶と言われている。学校を売却しようと考えたり、通信制高校にしようとする、エリート教育校を目指すなど、教育方針がコロコロ変わりながら桜木と対決し続ける。最終的には東大合格者13名を出したことで考えが変わり、「来年の目標は今年の倍」と桜木に賛同し東大合格者を増やすことを決める。

## 書誌情報
- 三田紀房 『ドラゴン桜』 講談社〈モーニング KC〉、全21巻
  1. 2003年10月22日発売[16]、ISBN 4-06-328909-5
  2. 2004年1月22日発売[17]、ISBN 4-06-328927-3
  3. 2004年4月22日発売[18]、ISBN 4-06-328948-6
  4. 2004年7月22日発売[19]、ISBN 4-06-328966-4
  5. 2004年10月21日発売[20]、ISBN 4-06-328986-9
  6. 2005年1月20日発売[21]、ISBN 4-06-372408-5
  7. 2005年4月21日発売[22]、ISBN 4-06-372426-3
  8. 2005年6月22日発売[23]、ISBN 4-06-372442-5
  9. 2005年7月21日発売[24]、ISBN 4-06-372450-6
  10. 2005年9月18日発売[25]、ISBN 4-06-372466-2
  11. 2005年12月21日発売[26]、ISBN 4-06-372475-1
    - 限定版 2005年12月22日発売[27]、ISBN 4-06-362050-6

  12. 2006年3月21日発売[28]、ISBN 4-06-372503-0
  13. 2006年5月23日発売[29]、ISBN 4-06-372515-4
  14. 2006年7月21日発売[30]、ISBN 4-06-372542-1
  15. 2006年9月22日発売[31]、ISBN 4-06-372548-0
  16. 2006年11月22日発売[32]、ISBN 4-06-372561-8
  17. 2007年1月23日発売[33]、ISBN 978-4-06-372572-8
  18. 2007年3月23日発売[34]、ISBN 978-4-06-372583-4
  19. 2007年5月23日発売[35]、ISBN 978-4-06-372597-1
  20. 2007年7月23日発売[36]、ISBN 978-4-06-372613-8
  21. 2007年8月23日発売[37]、ISBN 978-4-06-372619-0
- 三田紀房 『ドラゴン桜2』 講談社〈モーニング KC〉、全17巻
  1. 2018年3月23日発売[38]、ISBN 978-4-06-511106-2
  2. 2018年7月23日発売[39]、ISBN 978-4-06-511894-8
  3. 2018年10月23日発売[40]、ISBN 978-4-06-513545-7
  4. 2019年1月4日発売[41]、ISBN 978-4-06-514292-9
  5. 2019年4月23日発売[4]、ISBN 978-4-06-515189-1
  6. 2019年7月23日発売[5]、ISBN 978-4-06-516290-3
  7. 2019年10月23日発売[42]、ISBN 978-4-06-517583-5
  8. 2020年1月23日発売[43]、ISBN 978-4-06-518202-4
  9. 2020年3月23日発売[44]、ISBN 978-4-06-518785-2
  10. 2020年6月23日発売[45]、ISBN 978-4-06-519524-6
  11. 2020年7月20日発売[46]、ISBN 978-4-06-520236-4
  12. 2020年8月20日発売[47]、ISBN 978-4-06-520565-5
  13. 2020年11月20日発売[48]、ISBN 978-4-06-520713-0
  14. 2021年1月21日発売[49]、ISBN 978-4-06-521854-9
  15. 2021年3月23日発売[50]、ISBN 978-4-06-522722-0
  16. 2021年4月23日発売[51]、ISBN 978-4-06-522865-4
  17. 2021年6月23日発売[52]、ISBN 978-4-06-523454-9

## 外伝
『エンゼルバンク ドラゴン桜外伝』（エンゼルバンク ドラゴンざくらがいでん）と題し『モーニング』（講談社）2007年第45号（2007年10月25日号）から2010年28号に連載。単行本は全14巻。全125話。『ドラゴン桜』の登場人物を引き継ぎ、転職を題材に、高校の英語教師から転職代理人に転職した主人公・井野真々子が海老原嗣生をモデルとするカリスマ転職代理人のもとで奮闘する姿を通じて就職難を生き抜く術を描いた社会人のための『ドラゴン桜』。『エンゼルバンク〜転職代理人』（エンゼルバンク〜てんしょくだいりにん）としてテレビ朝日系「木曜ドラマ」枠で2010年にテレビドラマ化された。

## テレビドラマ
『ドラゴン桜』を原作としてTBS系「金曜ドラマ」枠でテレビドラマ化され2005年7月8日から9月16日まで11話で放送。2021年4月25日から6月27日までは同じタイトルとなる『ドラゴン桜』がTBS系「日曜劇場」枠で放送された。16年ぶりの放送となるがリメイクではなく漫画版『ドラゴン桜2』を原作とする続編で、桜木建二役の阿部寛、水野直美役の長澤まさみらが引き続き出演している。
『ドラゴン桜（勉強の神）』（原題：『공부의 신』〈コンブエ・シン〉）として韓国KBSにより2010年にリメイクされた。

## ノベライズ

### 小説ドラゴン桜
里見蘭によるノベライズ版。『小説 ドラゴン桜』と題し、里見著、三田紀房原作・絵で2005年11月から2007年6月にかけて講談社X文庫より刊行された。全5巻。
大筋は原作に準じているが、原作で描かれていない桜木の過去エピソードが語られるなど、多数の追加・変更がある。なお、結末も原作とは異なっており、続編である『エンゼルバンク-ドラゴン桜外伝-』との繋がりは無くなっている。

#### 書誌情報（ノベライズ）
1. 小説 ドラゴン桜 特進クラス始動篇（2005年11月27日、講談社X文庫、ISBN 978-4-06-278451-1）
2. 小説 ドラゴン桜 カリスマ教師集結篇（2006年3月15日、講談社X文庫、ISBN 978-4-06-278452-8）
3. 小説 ドラゴン桜 挑戦！東大模試篇（2006年11月15日、講談社X文庫、ISBN 978-4-06-278459-7）
4. 小説 ドラゴン桜 メンタル超革命篇（2007年3月15日、講談社X文庫、ISBN 978-4-06-278460-3）
5. 小説 ドラゴン桜 魂のエンジン篇（2007年6月15日、講談社X文庫、ISBN 978-4-06-278461-0）

## ゲーム

### ドラゴン桜DS
ニンテンドーDS用のゲーム。2007年3月8日にエレクトロニック・アーツから発売。プレーヤーは小学生で中学入試・東大入試を目指す設定のもと、小学生レベルの国語・算数・理科・社会の4教科3700問以上から出題し問題を確実に速く解く基礎学力を身につけることが出来る内容となっている。
内容
- カリキュラムモード
  - 国語：隕石漢字、百人一首、国語全般
  - 算数：トランプ暗算、電車計算、モグラ叩き
  - 理科：天体、電気回路図、理科全般
  - 社会：地図記号、都道府県当て、社会全般
- テストモード - カリキュラムで獲得した得点に応じて出現する小テストのモード。
  - 各教科別テスト
  - 総合テスト
- チャレンジモード - テストモードですべて100点を獲得すると解除される。全教科・全カリキュラムを連続して行い総合得点を競い、全10レベルが用意される。
- 対戦モード - ワイヤレス対戦機能による最大4名までの対戦。ダウンロードプレイ可能。
- 全国一斉ダウンロード模試 - ニンテンドーWi-Fiコネクションを用いた全国対戦機能。2008年2月29日まで利用できた。
  - 小テスト（週1回配信・週3回までプレイ可能）
  - 全国模試（月1回配信・月1回プレイ可能）

## ムービーコミック
2010年10月20日からBeeマンガにてムービーコミック化された。全36話。
キャスト
- 桜木建二 - 安元洋貴
- 水野直美 - 高本めぐみ
- 矢島勇介 - 陣在雄太
- 井野真々子 - 高田みほ
- 高原浩之 - 江南真利
- 宮村沙知子 - 東城未来
- 柳鉄之介 - 西田紘二

ほか

## YouTubeチャンネル

### ドラゴン桜チャンネル
本作品の主人公・桜木建二がActiv8株式会社と株式会社コルクの共同プロデュースにより、2018年12月27日にYouTubeチャンネル「ドラゴン桜チャンネル」にてバーチャルYouTuberとしてデビューを果たした。

## 朗読劇
朗読劇『ドラゴン桜』として佐藤友哉の脚本により舞台化され、川野浩司の演出で東京・有楽町朝日ホールにて2019年7月13日に上演、第2弾となる朗読劇『ドラゴン桜〜2nd season〜』が東京・サントリーホールブルーローズ（小ホール）にて2020年1月19日に上演された。
生徒を主軸とした構成で、主演・矢島勇介役を高崎翔太が演じ、ヒロイン・水野直美役を本作品が女優デビューとなるLIZAが演じた。

### キャスト
- 矢島勇介：高崎翔太
- 水野直美：LIZA[61]
- 栗山祥太：鈴木裕樹（初演） / 三津谷亮(2nd season)
- 西崎麻美：村田寛奈（初演） / 鷲見友美ジェナ(2nd season)
- 桜木健二：馬場良馬
- 井野真々子：山内鈴蘭（初演） / 大湖せしる(2nd season)

### スタッフ
- 原作：三田紀房
- 脚本：佐藤友哉
- 演出：川野浩司
- オーペニングテーマ：ダイアナ・ガーネット(2nd season)

### 公演日程
ドラゴン桜
- 2019年7月13日、東京・有楽町朝日ホール

ドラゴン桜〜2nd season〜
- 2020年1月19日、東京・サントリーホールブルーローズ（小ホール）